# Ambrosina bassii
Ambrosina bassii là một loài thực vật có hoa trong họ Ráy (Araceae). Loài này được L. mô tả khoa học đầu tiên năm 1764.